# A Cybill epizódjainak listája
Ez a cikk a Cybill című sorozat epizódjait listázza.

## Évados áttekintés
| Évad | Évad | Epizódok | Eredeti sugárzás     | Eredeti sugárzás | Eredeti adó |
| Évad | Évad | Epizódok | Évadpremier          | Évadfinálé       | Eredeti adó |
| ---- | ---- | -------- | -------------------- | ---------------- | ----------- |
|      | 1    | 13       | 1995. január 2.      | 1995. május 15.  | CBS         |
|      | 2    | 24       | 1995. szeptember 17. | 1996. május 20.  | CBS         |
|      | 3    | 26       | 1996. szeptember 16. | 1997. május 19.  | CBS         |
|      | 4    | 24       | 1997. szeptember 15. | 1998. július 13. | CBS         |

## 1. évad (1995)
| Sor. | Év. | Cím                                                     | Rendező          | Író                                                                                    | Premier           | Nézettség    |
| ---- | --- | ------------------------------------------------------- | ---------------- | -------------------------------------------------------------------------------------- | ----------------- | ------------ |
| 1.   | 1.  | Virgin, Mother, Crone                                   | Robert Berlinger | Chuck Lorre                                                                            | 1995. január 2.   | 21,20 millió |
| 2.   | 2.  | How Can I Call You My Ex-Husbands If You Won't Go Away? | Tom Moore        | Chuck Lorre                                                                            | 1995. január 9.   | 19,80 millió |
| 3.   | 3.  | As The World Turns to Crap                              | Tom Moore        | Elaine Aronson                                                                         | 1995. január 16.  | 18,30 millió |
| 4.   | 4.  | Look Who's Stalking                                     | Tom Moore        | Dottie Dartland                                                                        | 1995. január 23.  | 19,60 millió |
| 5.   | 5.  | Starting on the Wrong Foot                              | Tom Moore        | Howard M. Gould                                                                        | 1995. február 6.  | 19,30 millió |
| 6.   | 6.  | Call Me Irresponsible                                   | Tom Moore        | Történet: Michael Dempsey Tévéjáték: Dottie Dartland és Linda Wallem                   | 1995. február 13. | 15,90 millió |
| 7.   | 7.  | See Jeff Jump, Jump, Jeff, Jump!                        | Robert Berlinger | Történet: Mike Langworthy és Philip Babcock Tévéjáték: Mike Langworthy                 | 1995. február 20. | 16,50 millió |
| 8.   | 8.  | The Curse of Zoey                                       | Robert Berlinger | Történet: Dottie Dartland Tévéjáték: Elaine Aronson és Linda Wallem                    | 1995. február 27. | 18,70 millió |
| 9.   | 9.  | The Replacements                                        | Andrew D. Weyman | Lee Aronsohn és Chuck Lorre                                                            | 1995. március 13. | 18,70 millió |
| 10.  | 10. | Death and Execs                                         | Andrew D. Weyman | Történet: Dottie Dartland és Linda Wallem Tévéjáték: Chuck Lorre és Howard M. Gould    | 1995. március 20. | 18,80 millió |
| 11.  | 11. | The Last Temptation of Cybill                           | Robert Berlinger | Történet: Mike Langworthy és Michael Dempsey Tévéjáték: Elaine Aronson és Lee Aronsohn | 1995. április 10. | 17,80 millió |
| 12.  | 12. | The Big Sleep-Over                                      | Robert Berlinger | Történet: Chuck Lorre Tévéjáték: Dottie Dartland és Howard M. Gould                    | 1995. május 8.    | 15,50 millió |
| 13.  | 13. | The Cheese Stands Alone                                 | Alan Myerson     | Lee Aronsohn                                                                           | 1995. május 15.   | 13,60 millió |

## 2. évad (1995-1996)
| Sor. | Év. | Cím                                  | Rendező          | Író                                                                                         | Premier              | Nézettség    |
| ---- | --- | ------------------------------------ | ---------------- | ------------------------------------------------------------------------------------------- | -------------------- | ------------ |
| 14.  | 1.  | Cybill Discovers the Meaning of Life | Andrew D. Weymen | Történet: Chuck Lorre Tévéjáték: Chuck Lorre és Elaine Aronson                              | 1995. szeptember 17. | 14,00 millió |
| 15.  | 2.  | Zing!                                | Andrew D. Weymen | Történet: Lee Aronson Tévéjáték: Lee Aronsohn és Alan Ball                                  | 1995. szeptember 24. | 13,60 millió |
| 16.  | 3.  | Since I Lost My Baby                 | Andrew D. Weymen | Történet: Chuck Lorre Tévéjáték: Lee Aronsohn és Linda Wallem                               | 1995. október 1.     | 13,70 millió |
| 17.  | 4.  | Cybill with an 'S                    | Andrew D. Weymen | Történet: Howard M. Gould Tévéjáték: Michael Langworthy és Linda Wallem                     | 1995. október 8.     | 15,40 millió |
| 18.  | 5.  | Cybill's Fifteen Minutes             | Andrew D. Weymen | Történet: Lee Aronsohn és Howard M. Gould Tévéjáték: Russ Woody                             | 1995. október 15.    | 16,20 millió |
| 19.  | 6.  | Nice Work If You Can Get It          | Andrew D. Weymen | Pat Bowman és Shivas Irons                                                                  | 1995. október 22.    | 14,10 millió |
| 20.  | 7.  | To Sir, with Lust                    | Andrew D. Weymen | Alan Ball                                                                                   | 1995. november 5.    | 14,70 millió |
| 21.  | 8.  | They Shoot Turkeys, Don't They?      | Andrew D. Weymen | Történet: Elaine Aronson és Michael Langworthy Tévéjáték: Maria A. Brown és Howard M. Gould | 1995. november 19.   | 13,50 millió |
| 22.  | 9.  | Local Hero                           | Andrew D. Weymen | Történet: Elaine Aronson és Russ Woody Tévéjáték: Linda Wallem és Howard M. Gould           | 1995. november 26.   | 13,80 millió |
| 23.  | 10. | The Odd Couples                      | Andrew D. Weymen | Russ Woody                                                                                  | 1995. december 3.    | 15,00 millió |
| 24.  | 11. | Mourning Has Broken                  | Andrew D. Weymen | Elaine Aronson                                                                              | 1995. december 17.   | 13,90 millió |
| 25.  | 12. | The Big Apple Can Bite Me            | Andrew D. Weymen | Linda Wallem                                                                                | 1996. január 8.      | 20,80 millió |
| 26.  | 13. | Educating Zoey                       | Andrew D. Weymen | Michael Dempsey                                                                             | 1996. január 14.     | 13,70 millió |
| 27.  | 14. | Where's Zoey?                        | Andrew D. Weymen | Maria A. Brown                                                                              | 1996. február 4.     | 14,90 millió |
| 28.  | 15. | Lowenstein's Lament                  | Andrew D. Weymen | Glenn Gers                                                                                  | 1996. február 11.    | 16,70 millió |
| 29.  | 16. | Wedding Bell Blues                   | Andrew D. Weymen | James L. Freedman                                                                           | 1996. február 18.    | 13,70 millió |
| 30.  | 17. | A Who's Who for What's His Name      | Andrew D. Weymen | Russ Woody                                                                                  | 1996. február 19.    | 15,90 millió |
| 31.  | 18. | Romancing the Crone                  | Andrew D. Weymen | Bruce Eric Kaplan                                                                           | 1996. március 10.    | 14,80 millió |
| 32.  | 19. | An Officer and a Thespian            | Andrew D. Weymen | Történet: Russ Woody és Maria A. Brown Tévéjáték: Michael Langworthy és Linda Wallem        | 1996. március 17.    | 15,60 millió |
| 33.  | 20. | Virgin, Mother, Cheater              | Jonathan Weiss   | Jane O'Brien                                                                                | 1996. március 31.    | 14,80 millió |
| 34.  | 21. | When You're Hot, You're Hot          | Andrew D. Weymen | Erin A. Bishop és Susan Nirah Jaffe                                                         | 1996. április 29.    | 15,60 millió |
| 35.  | 22. | Pal Zoey                             | Andrew D. Weymen | Michael Langworthy                                                                          | 1996. május 6.       | 14,70 millió |
| 36.  | 23. | Three Women and a Dummy              | Pamela Fryman    | Alan Ball                                                                                   | 1996. május 13.      | 15,10 millió |
| 37.  | 24. | Going Out with a Bang                | Pamela Fryman    | Történet: Howard M. Gould Tévéjáték: Maria A. Brown és Michael Langworthy                   | 1996. május 20.      | 14,80 millió |

## 3. évad (1996-1997)
| Sor. | Év. | Cím                             | Rendező          | Író | Premier              | Nézettség    |
| ---- | --- | ------------------------------- | ---------------- | --- | -------------------- | ------------ |
| 38.  | 1.  | Bringing Home the Bacon         | Andrew D. Weymen | Russ Woody                                                                                             | 1996. szeptember 16. | 19,73 millió |
| 39.  | 2.  | Venice or Bust                  | Andrew D. Weymen | Alan Ball                                                                                              | 1996. szeptember 23. | 17,20 millió |
| 40.  | 3.  | Cybill and Maryann Go to Japan  | Andrew D. Weymen | Linda Wallem                                                                                           | 1996. szeptember 30. | 17,20 millió |
| 41.  | 4.  | It's for You, Mrs. Lincoln      | Andrew D. Weymen | Michael Langworthy                                                                                     | 1996. október 7.     | 16,47 millió |
| 42.  | 5.  | Cybill, Get Your Gun            | Andrew D. Weymen | Jeff Lowell                                                                                            | 1996. október 14.    | 14,60 millió |
| 43.  | 6.  | Cybill Does Diary               | Andrew D. Weymen | Michael Patrick King                                                                                   | 1996. október 21.    | 16,96 millió |
| 44.  | 7.  | Sex, Drugs and Catholicism      | Peter Baldwin    | James L. Freedman                                                                                      | 1996. november 4.    | 14,70 millió |
| 45.  | 8.  | Going to Hell in a Limo: Part 1 | Peter Baldwin    | Történet: Elaine Aronson Tévéjáték: Maria A. Brown                                                     | 1996. november 11.   | 14,10 millió |
| 46.  | 9.  | Going to Hell in a Limo: Part 2 | Andrew D. Weymen | Történet: Elaine Aronson Tévéjáték: Erin A. Bishop és Susan Nirah Jaffe                                | 1996. november 18.   | 14,90 millió |
| 47.  | 10. | Buffalo Gals                    | Andrew D. Weymen | Alan Ball                                                                                              | 1996. november 25.   | 15,50 millió |
| 48.  | 11. | A Hell of a Christmas           | Andrew D. Weymen | Történet: Maria A. Brown Tévéjáték: Jane O'Brien és Michael Poryes                                     | 1996. december 9.    | 14,30 millió |
| 49.  | 12. | The Little Drummer Girls        | Andrew D. Weymen | Történet: Erin A. Bishop és Susan Nirah Jaffe Tévéjáték: Joey Murphy és John Pardee                    | 1996. december 16.   | 14,10 millió |
| 50.  | 13. | Bachelor Party                  | Andrew D. Weymen | Történet: Jane O'Brien Tévéjáték: Jane O'Brien és Michael Langworthy                                   | 1997. január 6.      | 15,42 millió |
| 51.  | 14. | Little Bo Beep                  | Jonathan Weiss   | Történet: Maria A. Brown Tévéjáték: James L. Freedman                                                  | 1997. január 20.     | 15,40 millió |
| 52.  | 15. | In Her Dreams                   | Pamela Fryman    | Történet: Bob Myer és Marilyn Suzanne Tévéjáték: Bob Myer                                              | 1997. február 3.     | 14,34 millió |
| 53.  | 16. | Valentine's Day                 | Andrew D. Weymen | Történet: Michael Poryes Tévéjáték: Joey Murphy és John Pardee                                         | 1997. február 10.    | 14,97 millió |
| 54.  | 17. | Kiss Me, You Fool               | Andrew D. Weymen | Történet: Linda Wallem Tévéjáték: James L. Freedman és Michael Langworthy                              | 1997. február 17.    | 12,17 millió |
| 55.  | 18. | True Confessions                | Jonathan Weiss   | Történet: Erin A. Bishop és Susan Nirah Jaffe Tévéjáték: Linda Wallem és Maria A. Brown                | 1997. február 24.    | 12,76 millió |
| 56.  | 19. | Name That Tune                  | David Trainer    | Történet: Linda Wallem Tévéjáték: Alan Ball és Michael Langworthy                                      | 1997. március 3.     | 17,23 millió |
| 57.  | 20. | From Boca, with Love            | David Trainer    | Történet: Erin A. Bishop és Susan Nirah Jaffe Tévéjáték: Maria A. Brown és Michael Poryes              | 1997. március 10.    | 14,06 millió |
| 58.  | 21. | All of Me                       | Pamela Fryman    | Történet: Steve Young Tévéjáték: Maria A. Brown és Linda Wallem                                        | 1997. április 7.     | 15,46 millió |
| 59.  | 22. | The Wedding                     | David Trainer    | Történet: Michael Poryes Tévéjáték: James L. Freedman és Michael Langworthy                            | 1997. április 21.    | 10,96 millió |
| 60.  | 23. | The Piano                       | Jonathan Weiss   | Történet: Michael Poryes Tévéjáték: Joey Murphy és John Pardee                                         | 1997. április 28.    | 13,91 millió |
| 61.  | 24. | There Was an Old Woman          | David Trainer    | Történet: Linda Wallem Tévéjáték: Erin A. Bishop és Susan Nirah Jaffe                                  | 1997. május 5.       | 12,01 millió |
| 62.  | 25. | Mother's Day                    | Jonathan Weiss   | Történet: Alan Ball Tévéjáték: Michael Langworthy és Michael Poryes                                    | 1997. május 12.      | 15,29 millió |
| 63.  | 26. | Let's Stalk                     | Jonathan Weiss   | Történet: Erin A. Bishop és Susan Nirah Jaffe Tévéjáték: James L. Freedman és Stephanie Arasim Portnoy | 1997. május 19.      | 13,53 millió |

## 4. évad (1997-1998)
| Sor. | Év. | Cím                                  | Rendező        | Író                                                                                      | Premier              | Nézettség    |
| ---- | --- | ------------------------------------ | -------------- | ---------------------------------------------------------------------------------------- | -------------------- | ------------ |
| 64.  | 1.  | Regarding Henry                      | David Trainer  | Történet: Alan Ball Tévéjáték: Erin A. Bishop és Susan Nirah Jaffe                       | 1997. szeptember 15. | 14,39 millió |
| 65.  | 2.  | The Love of Her Life                 | David Trainer  | Történet: Maria A. Brown Tévéjáték: John Pardee és Joey Murphy                           | 1997. szeptember 22. | 11,12 millió |
| 66.  | 3.  | The Big, Flouncy Thing               | David Trainer  | Történet: Dan Bucatinky Tévéjáték: Linda Wallem és William Lucas Walker                  | 1997. szeptember 29. | 14,19 millió |
| 67.  | 4.  | Some Like It Hot                     | David Trainer  | Történet: Linda Wallem Tévéjáték: Michael Poryes és Kim Friese                           | 1997. október 6.     | 11,94 millió |
| 68.  | 5.  | Like Family                          | David Trainer  | Történet: Mark Hudis Tévéjáték: David Stem és David N. Weiss                             | 1997. október 13.    | 12,27 millió |
| 69.  | 6.  | Earthquake                           | David Trainer  | Történet: Erin A. Bishop Tévéjáték: Maria A. Brown és William Lucas Walker               | 1997. október 20.    | 11,67 millió |
| 70.  | 7.  | Halloween                            | David Trainer  | Történet: Susan Nirah Jaffe Tévéjáték: Alan Ball és Mark Hudis                           | 1997. október 27.    | 12,63 millió |
| 71.  | 8.  | Where's a Harpoon When You Need One? | David Trainer  | Történet: Michael Poryes Tévéjáték: Alan Ball és Kim Friese                              | 1997. november 3.    | 13,35 millió |
| 72.  | 9.  | How to Get a Head in Show Business   | Jonathan Weiss | Történet: Kim Friese Tévéjáték: David Stem és David N. Weiss                             | 1997. november 10.   | 12,35 millió |
| 73.  | 10. | Grandbaby                            | Jonathan Weiss | Történet: Stephanie Arasim Portnoy Tévéjáték: Michael Poryes és Linda Wallem             | 1997. november 17.   | 13,25 millió |
| 74.  | 11. | The Golden Years                     | Jonathan Weiss | Történet: William Lucas Walker Tévéjáték: John Pardee és Joey Murphy                     | 1997. december 1.    | 13,24 millió |
| 75.  | 12. | Show Me the Minnie                   | Jonathan Weiss | Történet: Erin A. Bishop Tévéjáték: Maria A. Brown és Susan Nirah Jaffe                  | 1997. december 8.    | 11,05 millió |
| 76.  | 13. | Bakersfield                          | David Trainer  | Történet: Alan Ball Tévéjáték: Kim Friese és Mark Hudis                                  | 1998. március 4.     | 9,66 millió  |
| 77.  | 14. | Once, Twice, Three Times a Lady      | David Trainer  | Történet: Maria A. Brown Tévéjáték: John Pardee és Joey Murphy                           | 1998. március 11.    | 10,01 millió |
| 78.  | 15. | Cybill Sheridan's Day Off            | David Trainer  | Történet: Kim Friese Tévéjáték: Linda Wallem és William Lucas Walker                     | 1998. március 18.    | 8,57 millió  |
| 79.  | 16. | Fine Is Not a Feeling                | David Trainer  | Történet: Maria A. Brown Tévéjáték: Erin A. Bishop és Susan Nirah Jaffe                  | 1998. március 25.    | 8,46 millió  |
| 80.  | 17. | Oh Brother!                          | David Trainer  | Történet: Michael Poryes Tévéjáték: Alan Ball és Mark Hudis                              | 1998. április 1.     | 8,35 millió  |
| 81.  | 18. | Whose Wife Am I, Anyway?             | David Trainer  | Történet: Erin A. Bishop Tévéjáték: J. David Stem és David N. Weiss                      | 1998. május 25.      | 7,92 millió  |
| 82.  | 19. | Dream Date                           | David Trainer  | Történet: Alan Ball Tévéjáték: Susan Nirah Jaffe és Mark Hudis                           | 1998. június 1.      | 9,17 millió  |
| 83.  | 20. | Farewell, My Sweet                   | David Trainer  | Történet: David Jackson Willis és Stephanie Novik Tévéjáték: Kim Fiese és Michael Poryes | 1998. június 15.     | 7,78 millió  |
| 84.  | 21. | Daddy                                | David Trainer  | Történet: William Lucas Walker Tévéjáték: Michael Poryes és Linda Wallum                 | 1998. június 22.     | 6,83 millió  |
| 85.  | 22. | Don Gianni                           | Jonathan Weiss | Történet: Cybill Shepherd Tévéjáték: Maria A. Brown és William Lucas Walker              | 1998. június 29.     | 6,65 millió  |
| 86.  | 23. | Cybill in the Morning                | David Trainer  | Történet: Susan Nirah Jaffe Tévéjáték: Erin A. Bishop és Linda Wallem                    | 1998. július 6.      | 7,40 millió  |
| 87.  | 24. | Ka-Boom!                             | David Trainer  | Történet: Howard M. Gould Tévéjáték: Mike Langworthy                                     | 1998. július 13.     | 8,94 millió  |